# كلاوديو كوتينيو
كلاوديو كوتينيو (بالبرتغالية: Cláudio Coutinho‏) (مواليد 5 يناير 1939) هو لاعب كرة قدم. يلعب مع منتخب البرازيل لكرة القدم. سبق له أن لعب في كأس العالم لكرة القدم مع منتخب بلاده.

## روابط خارجية
- كلاوديو كوتينيو على موقع الاتحاد الدولي (مؤرشف)  (الإنجليزية)
- كلاوديو كوتينيو على موقع أوليمبيديا (الإنجليزية)